# R Leporis
R Leporis – gwiazda w gwiazdozbiorze Zająca, znajdująca się w odległości około 1488 lat świetlnych od Słońca.

## Nazwa i obserwacje
R Leporis to oznaczenie tej gwiazdy jako zmiennej. Jest ona nazywana w języku angielskim Hind's Crimson Star, czyli „Karmazynową gwiazdą Hinda” na cześć odkrywcy, Johna Russella Hinda, który zaobserwował ją w 1845 roku. Hind zwrócił uwagę na jej głęboko czerwoną barwę, którą opisał jako przypominającą „kroplę krwi na czarnym tle”. Gwiazda znajduje się w gwiazdozbiorze Zająca w pobliżu granicy z gwiazdozbiorem Erydanu.

## Charakterystyka

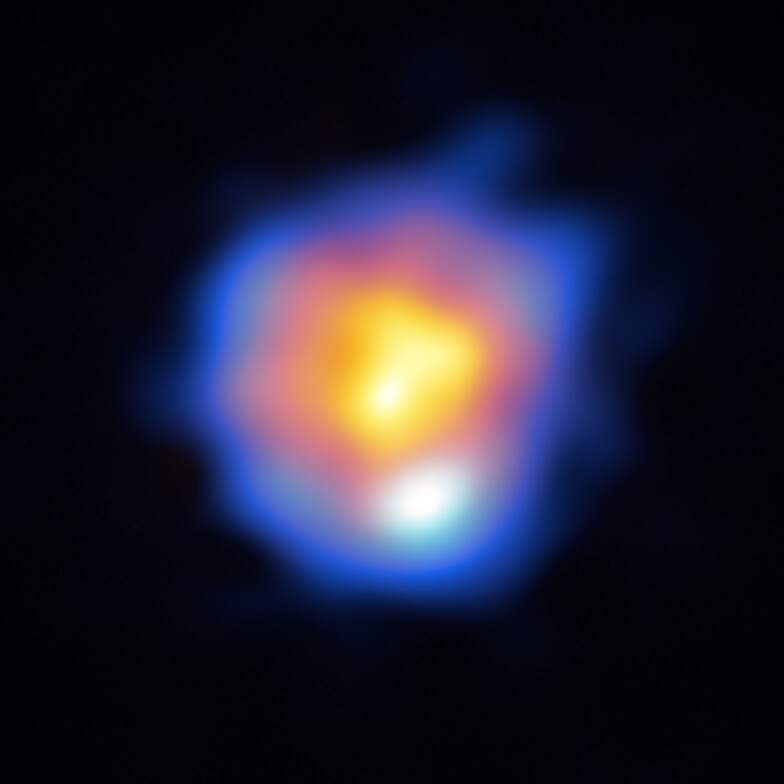
Obraz tarczy gwiazdy i jej najbliższego otoczenia zarejestrowany przez sieć radioteleskopów ALMA

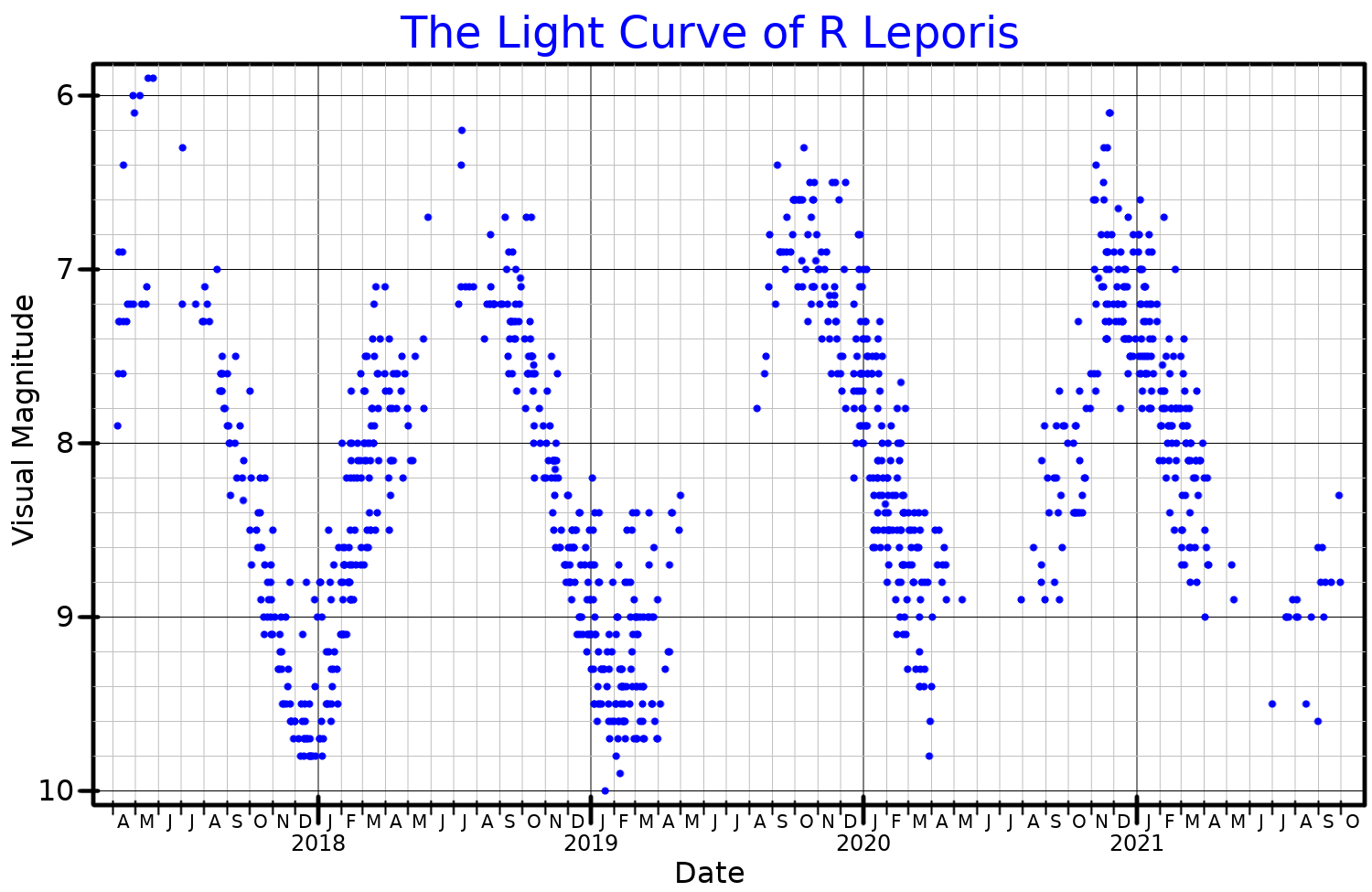
Zmienność gwiazdy w ciągu pięciu lat

Jest to gwiazda węglowa należąca do typu widmowego C7,6. Jako gwiazda zmienna zmienia swoją obserwowaną wielkość gwiazdową od +5,5 do +11,7m. Należy do gwiazd zmiennych typu Mira Ceti, z obserwowanym cyklem zmian trwającym 432 dni, na który nakłada się dłuższy cykl obejmujący około 40 lat. Węgiel obecny w atmosferze gwiazdy pochłania światło niebieskie, przez co ma ona intensywnie czerwony kolor, zwłaszcza w okresie niskiej jasności.